# Grand Prix Formule 1 van Mexico-Stad 2021
De Grand Prix Formule 1 van Mexico-Stad 2021 zou oorspronkelijk verreden worden op 31 oktober, maar na veranderingen op de kalender werd de wedstrijd verreden op 7 november op het Autódromo Hermanos Rodríguez in Mexico-Stad. Het was de achttiende race van het seizoen.

## Vrije trainingen

### Uitslagen
- Enkel de top vijf wordt weergegeven.

| Vrije training 1 | Pos. | Nr. | Coureur          | Constructeur     | Tijd     |
| ---------------- | ---- | --- | ---------------- | ---------------- | -------- |
| Vrije training 1 | 1    | 77  | Valtteri Bottas  | Mercedes         | 1:18.341 |
| Vrije training 1 | 2    | 44  | Lewis Hamilton   | Mercedes         | 1:18.417 |
| Vrije training 1 | 3    | 33  | Max Verstappen   | Red Bull-Honda   | 1:18.464 |
| Vrije training 1 | 4    | 11  | Sergio Pérez     | Red Bull-Honda   | 1:18.610 |
| Vrije training 1 | 5    | 10  | Pierre Gasly     | AlphaTauri-Honda | 1:18.985 |
| Vrije training 2 | Pos. | Nr. | Coureur          | Constructeur     | Tijd     |
| Vrije training 2 | 1    | 33  | Max Verstappen   | Red Bull-Honda   | 1:17.301 |
| Vrije training 2 | 2    | 77  | Valtteri Bottas  | Mercedes         | 1:17.725 |
| Vrije training 2 | 3    | 44  | Lewis Hamilton   | Mercedes         | 1:17.810 |
| Vrije training 2 | 4    | 11  | Sergio Pérez     | Red Bull-Honda   | 1:17.871 |
| Vrije training 2 | 5    | 55  | Carlos Sainz jr. | Ferrari          | 1:18.318 |
| Vrije training 3 | Pos. | Nr. | Coureur          | Constructeur     | Tijd     |
| Vrije training 3 | 1    | 11  | Sergio Pérez     | Red Bull-Honda   | 1:17.024 |
| Vrije training 3 | 2    | 33  | Max Verstappen   | Red Bull-Honda   | 1:17.217 |
| Vrije training 3 | 3    | 44  | Lewis Hamilton   | Mercedes         | 1:17.675 |
| Vrije training 3 | 4    | 77  | Valtteri Bottas  | Mercedes         | 1:17.708 |
| Vrije training 3 | 5    | 55  | Carlos Sainz jr. | Ferrari          | 1:18.029 |

## Kwalificatie
Valtteri Bottas behaalde de negentiende pole position in zijn carrière.
| Pos.                   | Nr. | Coureur            | Constructeur          | Kwalificatietijden | Kwalificatietijden | Kwalificatietijden | Grid  |
| Pos.                   | Nr. | Coureur            | Constructeur          | Q1                 | Q2                 | Q3                 | Grid  |
| ---------------------- | --- | ------------------ | --------------------- | ------------------ | ------------------ | ------------------ | ----- |
| 1                      | 77  | Valtteri Bottas    | Mercedes              | 1:16.727           | 1:16.864           | 1:15.875           | 1     |
| 2                      | 44  | Lewis Hamilton     | Mercedes              | 1:17.207           | 1:16.474           | 1:16.020           | 2     |
| 3                      | 33  | Max Verstappen     | Red Bull-Honda        | 1:16.788           | 1:16.483           | 1:16.225           | 3     |
| 4                      | 11  | Sergio Pérez       | Red Bull-Honda        | 1:17.003           | 1:17.055           | 1:16.342           | 4     |
| 5                      | 10  | Pierre Gasly       | AlphaTauri-Honda      | 1:16.908           | 1:16.955           | 1:16.456           | 5     |
| 6                      | 55  | Carlos Sainz jr.   | Ferrari               | 1:17.517           | 1:17.248           | 1:16.761           | 6     |
| 7                      | 3   | Daniel Ricciardo   | McLaren-Mercedes      | 1:17.719           | 1:17.092           | 1:16.763           | 7     |
| 8                      | 16  | Charles Leclerc    | Ferrari               | 1:16.748           | 1:17.034           | 1:16.837           | 8     |
| 9                      | 22  | Yuki Tsunoda       | AlphaTauri-Honda      | 1:17.330           | 1:16.701           | 1:17.158           | 17 *1 |
| 10                     | 4   | Lando Norris       | McLaren-Mercedes      | 1:17.569           | 1:17.473           | 1:36.830           | 18 *1 |
| 11                     | 5   | Sebastian Vettel   | Aston Martin-Mercedes | 1:17.502           | 1:17.746           |                    | 9     |
| 12                     | 7   | Kimi Räikkönen     | Alfa Romeo-Ferrari    | 1:17.606           | 1:17.958           |                    | 10    |
| 13                     | 63  | George Russell     | Williams-Mercedes     | 1:17.958           | 1:18.172           |                    | 16 *2 |
| 14                     | 99  | Antonio Giovinazzi | Alfa Romeo-Ferrari    | 1:17.897           | 1:18.290           |                    | 11    |
| 15                     | 31  | Esteban Ocon       | Alpine-Renault        | 1:18.126           | 1:18.405           |                    | 19 *1 |
| 16                     | 14  | Fernando Alonso    | Alpine-Renault        | 1:18.452           |                    |                    | 12    |
| 17                     | 6   | Nicholas Latifi    | Williams-Mercedes     | 1:18.756           |                    |                    | 13    |
| 18                     | 47  | Mick Schumacher    | Haas-Ferrari          | 1:18.858           |                    |                    | 14    |
| 19                     | 9   | Nikita Mazepin     | Haas-Ferrari          | 1:19.303           |                    |                    | 15    |
| 20                     | 18  | Lance Stroll       | Aston Martin-Mercedes | 1:20.873           |                    |                    | 20 *1 |
| Q1 107% tijd: 1:22.097 |     |                    |                       |                    |                    |                    |       |

*1 Yuki Tsunoda, Lando Norris, Esteban Ocon en Lance Stroll kregen allemaal een gridstraf en moesten achteraan starten door motorwissels.

*2 George Russell kreeg een gridstraf van vijf plaatsen voor het verwisselen van de versnellingsbak.

## Wedstrijd
Max Verstappen behaalde de negentiende Grand Prix-overwinning in zijn carrière.
| Pos.               | Nr. | Coureur            | Constructeur          | Rondes | Tijd / Oorzaak Uitval | Grid | Punten |
| ------------------ | --- | ------------------ | --------------------- | ------ | --------------------- | ---- | ------ |
| 1                  | 33  | Max Verstappen     | Red Bull-Honda        | 71     | 1:38:39.086           | 3    | 25     |
| 2                  | 44  | Lewis Hamilton     | Mercedes              | 71     | +16.555               | 2    | 18     |
| 3                  | 11  | Sergio Pérez       | Red Bull-Honda        | 71     | +17.752               | 4    | 15     |
| 4                  | 10  | Pierre Gasly       | AlphaTauri-Honda      | 71     | +1:03.845             | 5    | 12     |
| 5                  | 16  | Charles Leclerc    | Ferrari               | 71     | +1:21.037             | 8    | 10     |
| 6                  | 55  | Carlos Sainz jr.   | Ferrari               | 70     | +1 ronde              | 6    | 8      |
| 7                  | 5   | Sebastian Vettel   | Aston Martin-Mercedes | 70     | +1 ronde              | 9    | 6      |
| 8                  | 7   | Kimi Räikkönen     | Alfa Romeo-Ferrari    | 70     | +1 ronde              | 10   | 4      |
| 9                  | 14  | Fernando Alonso    | Alpine-Renault        | 70     | +1 ronde              | 12   | 2      |
| 10                 | 4   | Lando Norris       | McLaren-Mercedes      | 70     | +1 ronde              | 18   | 1      |
| 11                 | 99  | Antonio Giovinazzi | Alfa Romeo-Ferrari    | 70     | +1 ronde              | 11   |        |
| 12                 | 3   | Daniel Ricciardo   | McLaren-Mercedes      | 70     | +1 ronde              | 7    |        |
| 13                 | 31  | Esteban Ocon       | Alpine-Renault        | 70     | +1 ronde              | 19   |        |
| 14                 | 18  | Lance Stroll       | Aston Martin-Mercedes | 69     | +2 rondes             | 20   |        |
| 15                 | 77  | Valtteri Bottas    | Mercedes              | 69     | +2 rondes             | 1    | S      |
| 16                 | 63  | George Russell     | Williams-Mercedes     | 69     | +2 rondes             | 16   |        |
| 17                 | 6   | Nicholas Latifi    | Williams-Mercedes     | 69     | +2 rondes             | 13   |        |
| 18                 | 9   | Nikita Mazepin     | Haas-Ferrari          | 68     | +3 rondes             | 15   |        |
| DNF                | 47  | Mick Schumacher    | Haas-Ferrari          | 0      | Botsing               | 14   |        |
| DNF                | 22  | Yuki Tsunoda       | AlphaTauri-Honda      | 0      | Botsing               | 17   |        |
| Bron: formula1.com |     |                    |                       |        |                       |      |        |

S Valtteri Bottas reed de snelste ronde maar kreeg geen extra punt voor het rijden van de snelste ronde omdat hij niet binnen de top tien eindigde.

## Tussenstanden wereldkampioenschap
Betreft tussenstanden voor het wereldkampioenschap na afloop van de race.

### Coureurs
| Pos. | Nr. | Coureur          | Constructeur     | Punten |
| ---- | --- | ---------------- | ---------------- | ------ |
| 1    | 33  | Max Verstappen   | Red Bull-Honda   | 312½   |
| 2    | 44  | Lewis Hamilton   | Mercedes         | 293½   |
| 3    | 77  | Valtteri Bottas  | Mercedes         | 185    |
| 4    | 11  | Sergio Pérez     | Red Bull-Honda   | 165    |
| 5    | 4   | Lando Norris     | McLaren-Mercedes | 150    |
| 6    | 16  | Charles Leclerc  | Ferrari          | 138    |
| 7    | 55  | Carlos Sainz jr. | Ferrari          | 130½   |
| 8    | 3   | Daniel Ricciardo | McLaren-Mercedes | 105    |
| 9    | 10  | Pierre Gasly     | AlphaTauri-Honda | 86     |
| 10   | 14  | Fernando Alonso  | Alpine-Renault   | 60     |

### Constructeurs
| Pos. | Constructeur          | Punten |
| ---- | --------------------- | ------ |
| 1    | Mercedes              | 478½   |
| 2    | Red Bull-Honda        | 477½   |
| 3    | Ferrari               | 268½   |
| 4    | McLaren-Mercedes      | 255    |
| 5    | Alpine-Renault        | 106    |
| 6    | AlphaTauri-Honda      | 106    |
| 7    | Aston Martin-Mercedes | 68     |
| 8    | Williams-Mercedes     | 23     |
| 9    | Alfa Romeo-Ferrari    | 11     |
| 10   | Haas-Ferrari          | 0      |